# Baïla
Baïla est un village du Sénégal situé en Basse-Casamance, non loin du marigot de Baïla, à environ 45 km de Ziguinchor et à 15 km de Bignona, sur la route nationale N5 qui relie cette ville à Banjul (Gambie). Il fait partie de la communauté rurale de Suelle, dans l'arrondissement de Sindian, le département de Bignona et la région de Ziguinchor.

## Histoire
Dans les années 1920, une école est ouverte à Baïla par Lamine Sonko, chef du village, à qui le chef de canton Arfang Sonko donne son patronyme. Ce dernier soutient les actions en faveur de l'ouverture d'écoles. Une partie de la population y adhère.
L'essentiel du village a été construit en 1976.
Alors que la précédente édition du boukout – rites d'initiation diola – datait de 1971, c'est 36 ans plus tard que les cérémonies du boukout ont à nouveau eu lieu dans la localité en août 2007. Elles ont réuni des milliers de personnes.

## Population
Lors du dernier recensement (2002), la localité comptait 1 287 habitants et 179 ménages.
La plupart des habitants sont des Diolas, plus précisément des Diolas Fogny, un sous-ensemble de l'ethnie.

## Curiosités
On peut y voir un gigantesque fromager sacré qui serait âgé de 14 siècles.

## Partenariats et jumelages
Houdan (France) depuis 2002

## Personnalités nées à Baïla
- Pierre Goudiaby Atepa, architecte

## Galerie

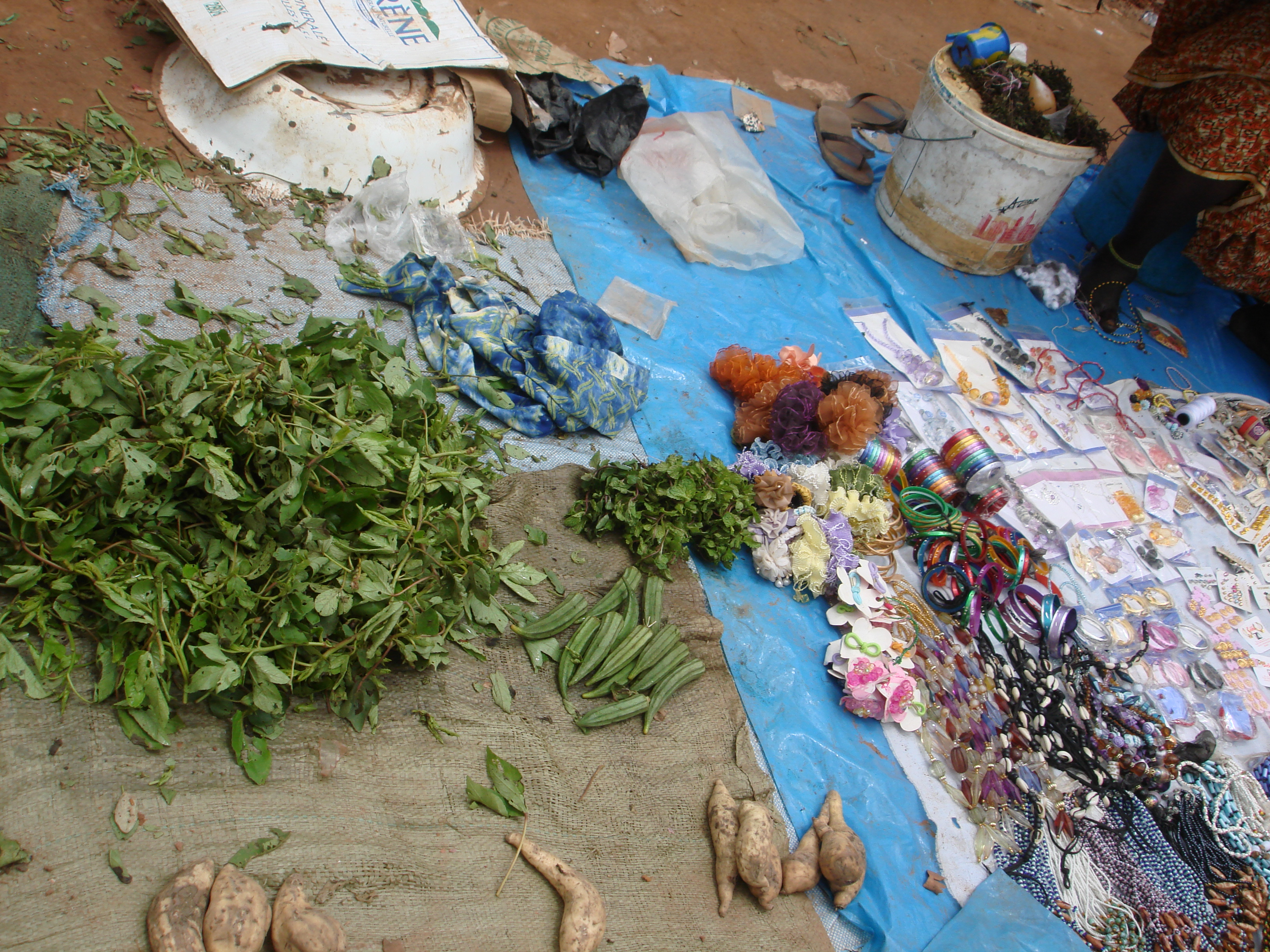
Au marché
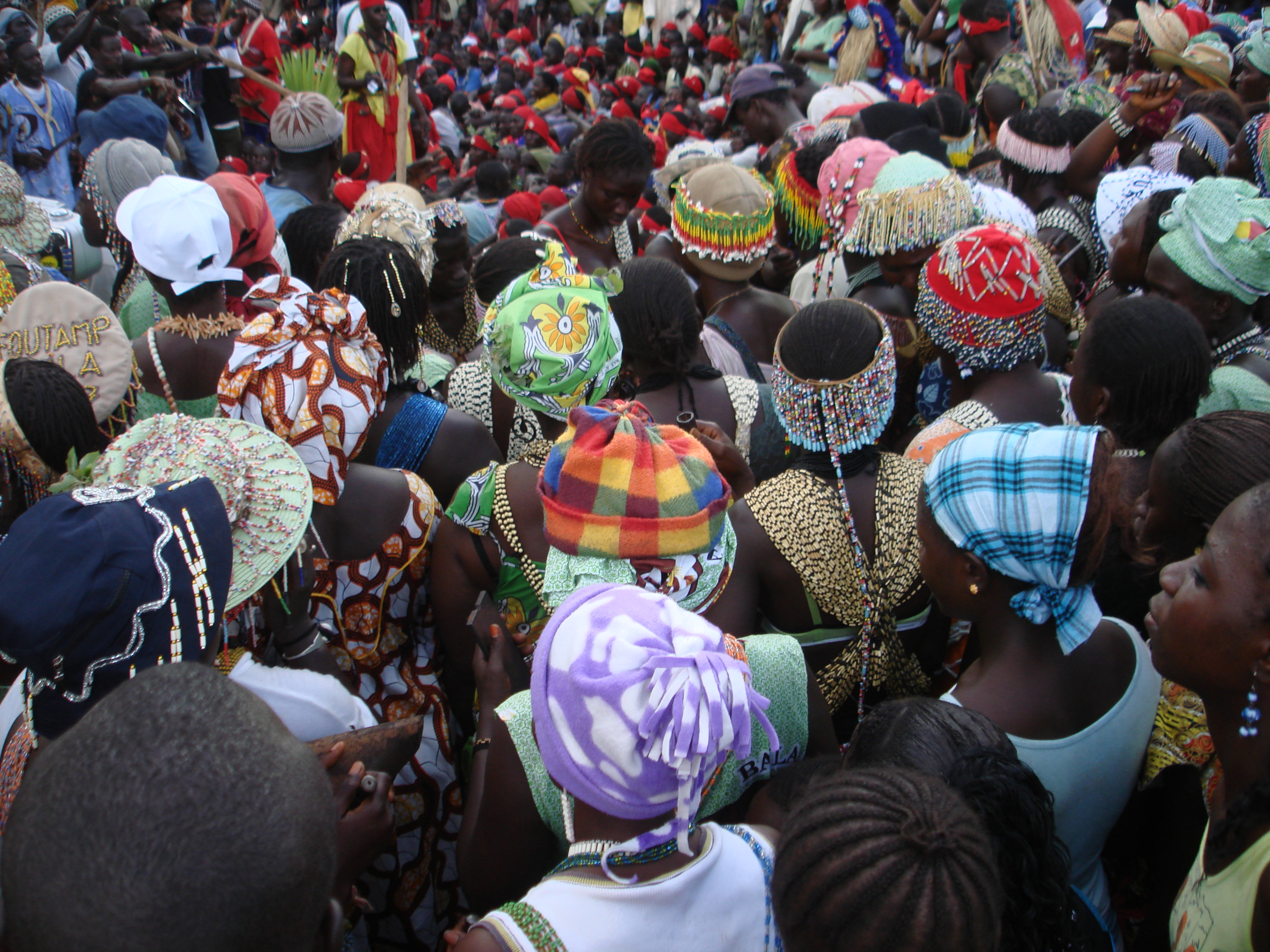
Couvre-chefs de fête
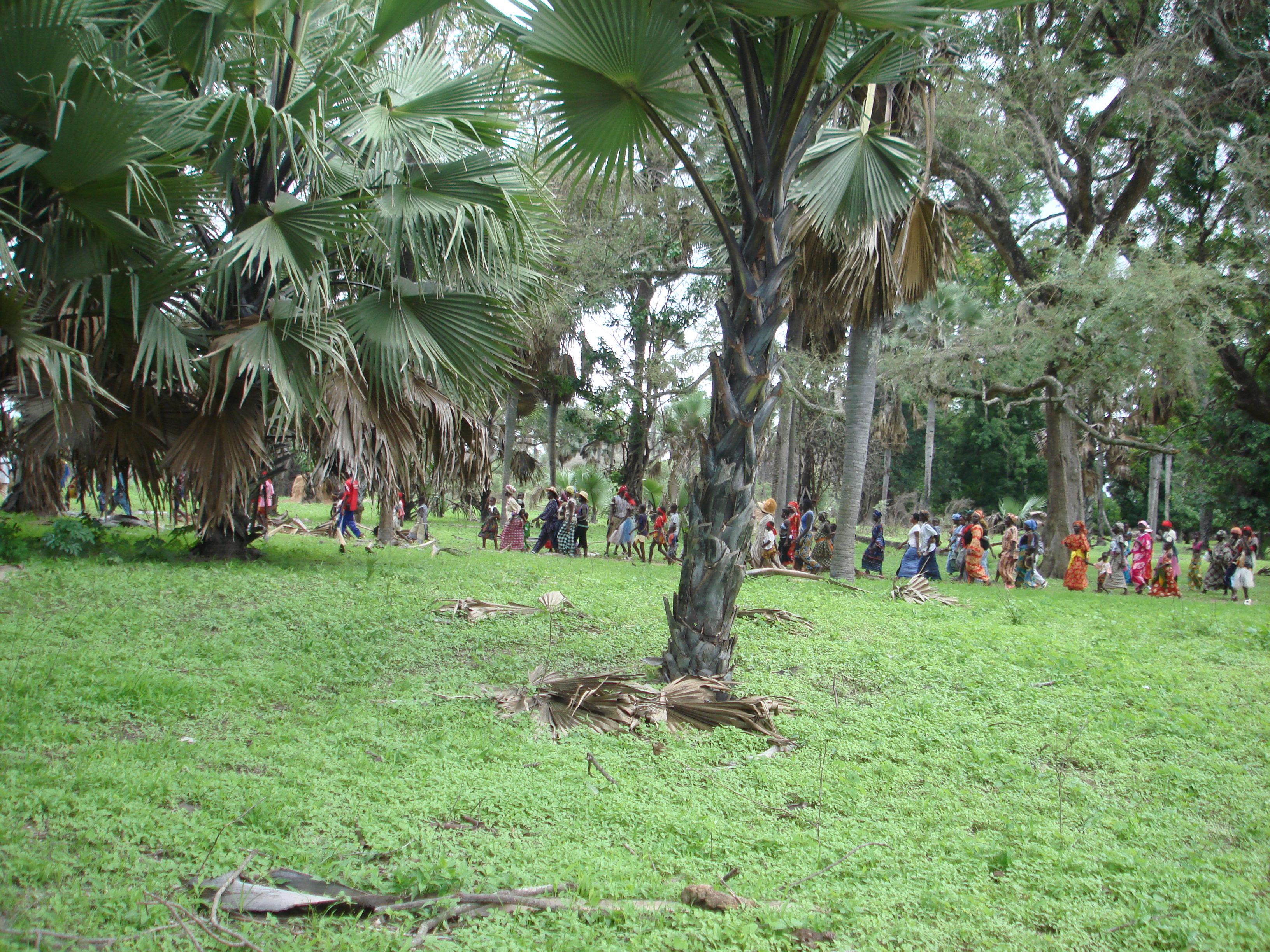
La forêt très présente
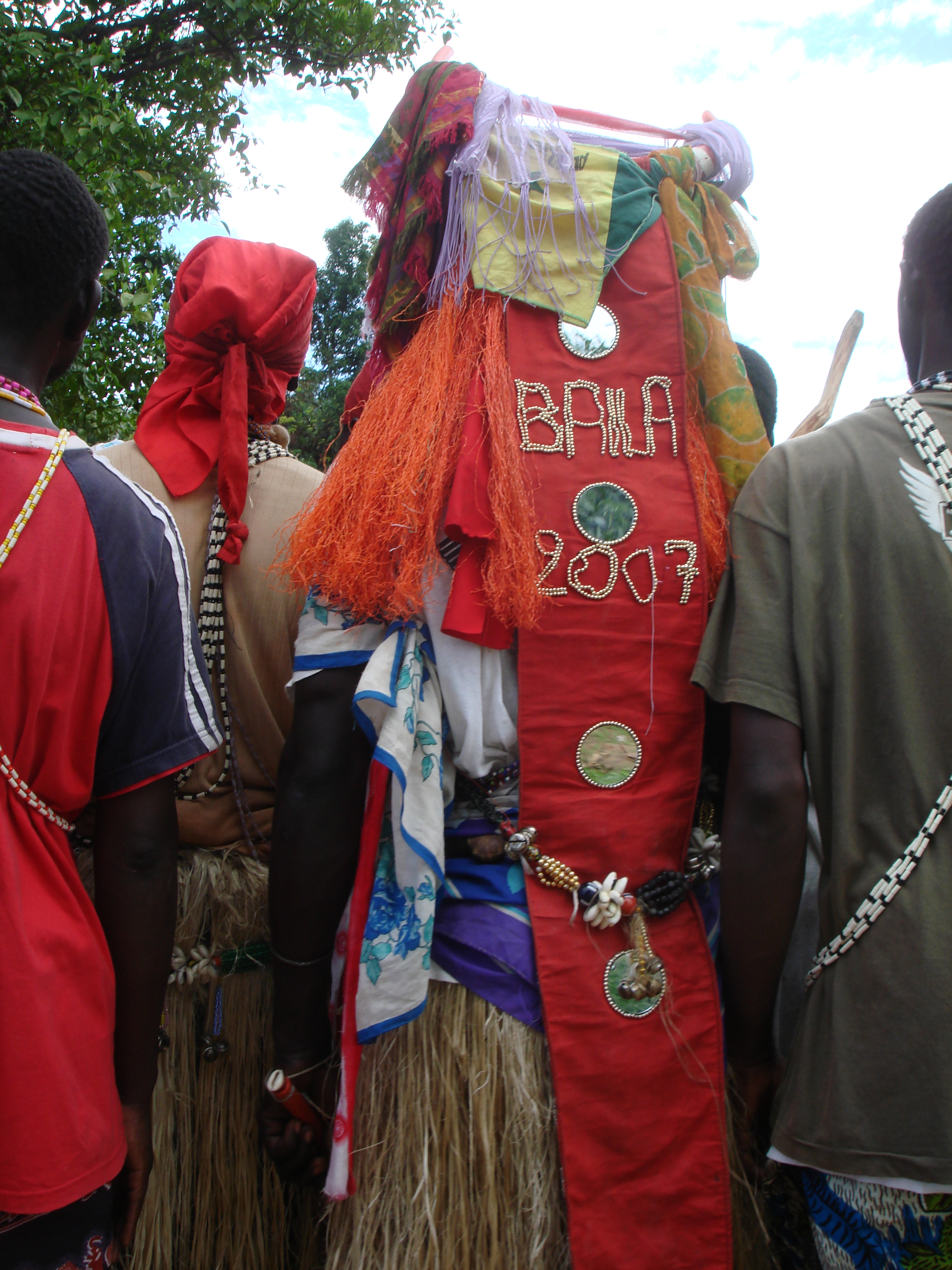
Un participant au boukout de 2007

### Filmographie
- Diola Tigi, moyen-métrage de Fatou Kandé Senghor, 2008, 35 min